# Vitkindad domherre
Vitkindad domherre (Pyrrhula leucogenis) är en fågel i familjen finkar inom ordningen tättingar.

## Utseende och läte
Vitkindad domherre är en medelstor (15–16,5 cm) fink. Fjäderdräkten är övervägande ljusbrun med något ljusare buk och svart på ansikte, hjässa, stjärt och  nedre delen av vingen samt på skuldran. Vidare är den vit på övergumpen och, som namnet avslöjar, på kinden. Den kraftiga näbben är svart. Bland lätena hörs klara och pipiga fallande "piuu! piuu".

## Utbredning och systematik
Vitkindad domherre förekommer i Filippinerna. Den delas in i två underarter med följande utbredning:
- Pyrrhula leucogenis leucogenis – förekommer i norra Filippinerna (bergsområden på nordvästra Luzon)
- Pyrrhula leucogenis steerei – förekommer i södra Filippinerna (bergsområden på Mindanao)

## Levnadssätt
Vitkindad hittas i skogar och skogsbryn i lägre bergstrakter på mellan 1250 och 1750 meters höjd. Födan består av bär och blommor. Utanför häckningstid slår den följe med kringvandrande artblandade flockar. Fåglar i häckningstillstånd har hittats i mars–april, i övrigt är inget känt om dess häckningsbeteende.

## Status och hot
Arten har ett stort utbredningsområde, men tros minska i antal, dock inte tillräckligt kraftigt för att den ska betraktas som hotad. Internationella naturvårdsunionen IUCN listar arten som livskraftig (LC).